# バスケットボール世界クラブ選手権
バスケットボール世界クラブ選手権（FIBA World Club Championship）は、2011年より国際バスケットボール連盟（FIBA）により創設されるクラブチームによるバスケットボールの国際大会である。

## 概略
これまでクラブチームによる世界選手権はマクドナルド選手権などが存在したが、FIBA主催により5大陸のチームが集う大会はこれが初めてとなる。
2008年12月8日、FIBAにより大会創設とともに2010年10月の第1回開催が発表された。5大陸の王者に米州、欧州の2位チーム、開催地のチームを加えた8チームが参加。優勝賞金は100万ドル。中国の成都、南京が名乗りを上げている。
第1回はNBAチームの参加はなく、第2回以降で参加の可能性を探ることになる。また、欧州はトップカテゴリーのユーロリーグではなくFIBAヨーロッパ主催のユーロチャレンジ（カテゴリーとしては3番目）が予選となる。さらにFIBAアジアチャンピオンズカップには近年中国など一部の国が不参加である。そのため本大会をクラブ世界一を決める大会とするには疑問が生じている。
開催発表後、大会へ向けて出場クラブ決定などいくつか報道はあったものの、予定していた2010年10月になってもFIBAホームページなどには大会の記載がなく、同年の大会は中止になったと見られる。

## 出場枠
- FIBAアメリカリーグ（2枠）
- ユーロチャレンジ（2枠）
- FIBAアフリカクラブチャンピオンズカップ
- FIBAアジアチャンピオンズカップ
- FIBAオセアニア
- 開催国枠（2011年は中国プロバスケットボールリーグ）
- NBA（2011年以降）